# Herramélluri
Herramélluri település Spanyolországban, La Rioja autonóm közösségben. Herramélluri Grañón, Leiva, Ochánduri és Villalobar de Rioja községekkel határos. Lakosainak száma 110 fő (2024).

## Népesség
A település népessége az elmúlt években az alábbi módon változott:
| Lakosok száma | 147  | 132  | 108  | 94   | 117  | 110  | 109  | 114  | 104  | 110  |
|               | 2001 | 2004 | 2007 | 2009 | 2012 | 2014 | 2017 | 2019 | 2022 | 2024 |